# 愛奏
愛 奏（あい かなで、1982年11月22日-)は、日本の女優。所属事務所はBOOTLEG。旧芸名・薫桜子（かおる さくらこ）。
東京都出身。趣味は音楽鑑賞。身長157cm。スリーサイズはB101（Iカップ）、W63、H89cm。靴のサイズ23cm。
2005年以後は一般映画を中心に、Vシネマや成人映画にも出演。
現在は、新宿三丁目駅から10分程のところで「エビドン」という名のスナックで大きなシュウマイを作りつつ営業している。

## 略歴
2002年、『NEW FACE 24 101L GIRL』でAV女優としてデビュー。
2004年、『爆乳全裸授業 薫桜子引退作品』発売をもってAVを引退した後は、吉行由実監督のピンク映画やVシネマ系を中心に活動。ゆうばり国際ファンタスティック映画祭作品にも参加。
2008年、第20回（2007年度）ピンク大賞女優賞を受賞。
2009年、所属事務所の移籍を期に、ラサール石井命名の芸名「愛奏」に改名。近年はピンク映画を離れ、一般作で活動していたが、2010年、東ヨーイチ監督の作品『ナース夏子の熱い夏』の主演で久しぶりにピンク映画に復帰。

## 作品

### 一般映画
- 「トカジャップTV」（2005年）
- 「less」（2008年）
- 「コスプレ探偵」（2009年）
- 「ほっぷすてっぷじゃんぷ」（2009年）
- 「ナース夏子の熱い夏」監督：東陽一（2010年）
- 「ストリッパー」監督：片岡修二（2013年）
- 「who is that man　あの男は誰だ！？」監督：沖島勲（2010年）
- 「今日子と修一の場合」監督：奥田瑛二（2013年）
- 「TOKYO　TRIBE」監督：園子温（2014年）
- 「さよなら歌舞伎町」（2015年、監督：廣木隆一）
- 「断食芸人」（2016年、監督：足立正生）[3]
- 「華魂　幻影」[4] - 「激愛」ヒロイン・女 役

### 成人映画
- ミスピーチ 巨乳は桃の甘み (2005年）-サキエ 役
- 鬼畜警備員 セクシャルオフィス (2005年1月25日発売、GPミュージアムソフト)
- 裸の三姉妹 淫交（2005年7月13日発売、新東宝映画）
- 人妻とOL あふれる愛液（2007年1月15日発売、新東宝映画）
- 乳くらべ 新妻と淫乱OL（2007年5月4日発売、インターフィルム）
- 若妻　しげみの奥まで（2007年6月11日発売、新東宝映画）
- 秘密の部活動 女教師と女生徒（2007年6月22日発売、ケイエスエス）
- 不倫中毒　官能のまどろみ（2007年、オーピー）
- 海辺の女 潮騒に疼く花芯（2008年）

### オリジナルビデオ
- 巨乳痴漢（秘）劇場 爆乳娘たちの誘惑（2005年5月20日、竹書房）
- 新 高校教師 さくらんぼの季節（2005年6月22日、エンゲル）
- くりいむレモン 夢のあとに（2006年）
- 抱かれた看護士（2006年）主演
- Q（2007年）
- 人間狩り（2008年）
- 小悪魔蝶々（バタフライ）〜嬢王への道〜（2009年）
- 東京地下女子刑務所　CHAPTER2・エリア99（2015年、アルバトロス）[5]

### テレビ
- 戦国ミステリー2 「大奥」(2006年、TX）
- もやしもん（2010年、CX）
- モザイクジャパン（2014年、WOWOW） - 生田歩美 役

### アダルトビデオ
2002年
- NEW FACE 24 101L GIRL（7月23日、KUKI）
- 乳風船（8月31日、KUKI）
- プリン I モード（9月25日、KUKI）
- ノーカット!! 薫桜子（10月18日、KUKI）「NEW FACE 24 101GIRL」「乳風船」「プリン Iモード」を収録
- ズブ濡れ人生激情（10月25日、KUKI）
- 南極2号（11月26日、KUKI）
- 原点（12月23日、KUKI）

2003年
- ノーカット！！ 薫桜子 2nd（1月24日、KUKI）「ズブ濡れ人生激情」「南極2号」「原点」を収録
- Very Rare（1月31日、VIP）
- VIP 薫桜子（1月31日、VIP）
- 女乳（2月20日、クリスタル映像）
- コスプレ召使い（3月20日、クリスタル映像）
- 薫桜子の ねぇ、Hしよっ♥（4月10日、クリスタル映像）
- GOGOハレンチ娘（5月24日、クリスタル映像）
- 薫桜子 Re-MIX スペシャル（5月30日、クリスタル映像）※総集編
- VIP 薫桜子 2nd（6月13日、VIP）
- 蔵出し（6月20日、メディアバンク）
- A級乳犯（6月21日、クリスタル映像）
- 変態志願（7月10日、クリスタル映像）
- A級乳犯（8月22日、クリスタル映像）
- 爆乳コスプレ七変化（8月22日、VIP）
- 薫桜子 Re-MIX スペシャル 2（9月26日、クリスタル映像）
- PRISONER 薫桜子 完全版（10月10日、ビッグモーカル）
- フェチアングル巨乳　薫桜子（レンタル）／巨乳フェチアングル　薫桜子（セル）（10月31日、TMA）
- コスプレ召使い DX3（11月21日、クリスタル映像）
- スレイブ（11月30日、レックオーバー）
- 家庭教師は痴女なんです（12月13日、クリスタル映像）

2004年
- Mの覚醒（1月31日、クリスタル映像）
- 巨乳義母（レンタル）／巨乳義母　桜子（セル）（2月6日、TMA）
- HAPPY BOiN!!（3月26日、クリスタル映像）「家庭教師は痴女なんです」「Mの覚醒」を収録
- 本能～instinct～　薫桜子（レンタル）／本能　薫桜子（セル）（3月26日、TMA）
- 極 本番（4月23日、GLAY'z）
- 薫桜子のペットにしてあげる（5月21日、GLAY'z）
- 超-巨乳のアングル（6月1日、ワンズファクトリー）
- 家庭教師は爆乳痴女（6月30日、レックオーバー）
- 女優-拘束マニア（7月1日、ワンズファクトリー）
- 極 乱（7月9日、GLAY'z）
- various　薫桜子 爆乳コスプレ（セル）／妄想コスプレ101I（レンタル）（7月26日（セル）／7月30日（レンタル）、レックオーバー）
- 爆乳全裸授業 薫桜子引退作品（8月19日、アイエナジー）
- 薫桜子 完全版（11月1日、ワンズファクトリー）※総集編
- Hな働くお姉さんの時間外勤務（12月16日、アイエナジー）
- KUKIピンクファイル あのピンクファイルで魅せる!（5月22日、KUKI）「NEWFACE24101リットルGIRL」「乳風船」を収録